# Бжезна-Бентковская, Паулина
Паулина Агата Бжезна-Бентковская, в девичестве Бжезна (пол. Paulina Brzeźna-Bentkowska, род. 10 сентября 1981, Сьрода-Слёнска, Нижнесилезское воеводство) — польская профессиональная шоссейная велогонщица, двукратная чемпионка Польши в групповой гонке (2005, 2008).

## Карьера
Паулина Бжезна-Бентковская получила образование в Академии физического воспитания имени польских олимпийцев во Вроцлаве и в университете Казимира Великого в Быдгоще.
Свою велосипедную карьеру она начала с маунтинбайка, в котором многократно завоёвывала медали чемпионатов Польши по маунтинбайку во взрослой категории (золото в 2001, 2002, 2006, 2012, 2014 и 2015, серебро в 1997 и 1999, бронза в 2010), а также чемпионатов Польши по маунтинбайку среди юниоров.
Являясь одной из самых успешных польских велосипедисток своего времени, Бжезна с 1998 по 2016 год 19 раз поднималась на подиум национальных чемпионатов, а в 2005 и 2008 годах стала чемпионкой Польши в групповых гонках.
Так, в 2001 году она завоевала бронзу в групповой гонке.
В 2004 году она была второй в групповой гонке.
В 2006 году в той же гонке она заняла второе место, уступив Майе Влощовской. Тогда она также завоевала свою первую медаль чемпионата Польши в индивидуальной гонке, где заняла 3-е место.
В многодневных велогонках своего лучшего результата она достигла в 2006 году, когда заняла третье место в общем зачёте женского Тура Польши. Несколько раз она также поднималась на подиум отдельных этапов гонок такого типа.
С 2007 по 2010 год Бжезна была членом двух голландских женских команд, AA Drink-Cycling Team и Red Sun Cycling Team, где она ездила в одной команде с Кирстен Вилд, Хантал Блак и Эммой Юханссон. Свою первую победу на международной гонке она одержала на этапе Тура Лимузена.
В 2008 году она была отобрана на Олимпийские игры в Пекине, где заняла восьмое место в групповой гонке, что на тот момент было лучшим результатом в истории польского женского велоспорта.
Она неоднократно выступала за сборную Польши на чемпионатах мира по шоссейному велоспорту, где в 2009 году заняла 17-е место, а свой лучший результат показала на чемпионате мира 2012 года в Валкенбурге-ан-де-Гёл, заняв десятое место в групповой гонке.
В 2008 году кроме золота в групповой, она завоевала серебряную медаль в индивидуальной гонке.
В 2009 году она была второй в индивидуальной и третьей в групповой гонке.
В 2010 году она завоевала серебряную медаль в индивидуальной гонке.
В 2011 году она завоевала серебряную медаль в групповой гонке.
Кроме того, она трижды становилась чемпионкой Польши в командной гонке (2011, 2013, 2014), дважды чемпионкой Польши в парной гонке (2013 и 2014 — в обоих стартах с сестрой, Моникой Бжезной), один раз вице-чемпионкой Польши в командной гонке (2012), один раз вице-чемпионкой Польши в парной гонке (2011 — с Паулиной Гуз).
В 2011 году Бжезна вернулась на родину и начала выступать за различные польские команды. На протяжении своей карьеры Бжезна-Бентковская специализировалась на разносторонних гонках, демонстрируя хорошие результаты в горовосхождении. Она занимала высокие места в общем зачёте и выигрывала этапы в таких многодневках, как Женский Тур — На приз Чешской Швейцарии и Грация Орлова, выиграв общий зачёт последней в 2014 году.
В 2012 и 2013 году она стала вице-чемпионкой Польши в групповой гонке. В том же 2013 году завоевала бронзовую медаль чемпионата Польши в индивидуальной гонке, а в 2015 году — бронзовую медаль в групповой гонке.
В 2016 году Бжезна вместе со своим мужем, бывшим профессиональным велогонщиком, Павлом Бентковским, основала женскую велосипедную команду Mat Atom Sobótka, в которой она также выступала в качестве гонщицы до 2017 года. Сейчас она является спортивным директором команды.
В апреле 2017 года она завершила свою активную карьеру в велоспорте на велосипедной гонке Ślężański Mnich в своем родном регионе, чтобы сосредоточиться на руководстве командой. Кроме того, она отвечает за подготовку юниорок в польской федерации велоспорта.

## Достижения

### Шоссе
1997
5-я на чемпионате Польши — групповая гонка
1998
3-я на чемпионате Польши — групповая гонка
3-я на Скандинавской гонке в Уппсале
1999
3-я на чемпионате Польши — групповая гонка
5-я на чемпионате Польши — индивидуальная гонка
2000
6-я на чемпионате Польши — групповая гонка
6-я на чемпионате Польши — индивидуальная гонка
2001
3-я на Wyscig Kuriera Lubelskiego
3-я на чемпионате Польши — групповая гонка
5-я на чемпионате Польши — индивидуальная гонка
9-я на Женском Туре — На приз Чешской Швейцарии
2002
3-я на чемпионате Польши — групповая гонка
7-я на чемпионате Польши — индивидуальная гонка
Женский Тур — На приз Чешской Швейцарии
8-я в спринтерской классификации
7-я в горной классификации
2003
8-я на Трофее Альфредо Бинды — коммуны Читтильо
2-я на чемпионате Польши — групповая гонка
3-я на чемпионате Польши — индивидуальная гонка
9-я на 5-м этапе Женского Тура — На приз Чешской Швейцарии
2004
2-я на чемпионате Польши — групповая гонка
6-я на чемпионате Польши — индивидуальная гонка
2005
Грация Орлова
4-я на 2-м этапе
9-я на 5-м этапе
10-я в очковой классификации
 Чемпионат Польши — групповая гонка
5-я на чемпионате Польши — индивидуальная гонка
2006
Тур Польши
3-я на 6-м этапе
3-я в генеральной классификации
2-я на чемпионате Польши — групповая гонка
3-я на чемпионате Польши — индивидуальная гонка
Женский Тур — На приз Чешской Швейцарии
4-я на 1-м этапе
8-я на 5-м этапе
8-я в генеральной классификации
10-я в очковой классификации
Тур Лимузена
4-я на 3-м этапе
6-я в генеральной классификации
4-я на Туре Бохума
2007
6-я на Гран-при Руселаре
Тур Польши
3-я на 2-м этапе
4-я в генеральной классификации
6-я в горной классификации
10-я в очковой классификации
4-я на 1-м этапе Джиро ди Тоскана — Мемориал Микелы Фанини
2008
Многодневная гонка — Замосць
10-я на 1-м этапе
6-я на 2-м этапе
8-я в генеральной классификации
 Чемпионат Польши — групповая гонка
2-я на чемпионате Польши — индивидуальная гонка
Тур Лимузена
2-й этап
7-я на 3-м этапе
4-я на 4-м этапе
4-я в генеральной классификации
6-я в горной классификации
10-я в спринтерской классификации
8-я на Олимпийских играх — групповая гонка
2009
8-я на 2-м этапе Тура де л’Од феминин
3-я на чемпионате Польши — групповая гонка
2-я на чемпионате Польши — индивидуальная гонка
7-я на Опен Воргорда TTT
2010
8-я на 5-м этапе Грация Орлова
6-я на 2-м этапе Тура де л’Од феминин
4-я на чемпионате Польши — групповая гонка
2-я на чемпионате Польши — индивидуальная гонка
2011
Грация Орлова
4-я на 1-м этапе
3-я на 2-м этапе
4-я на 4-м этапе
7-я в генеральной классификации
3-я в очковой классификации
2-я на чемпионате Польши — групповая гонка
6-я на чемпионате Польши — индивидуальная гонка
Женский Тур — На приз Чешской Швейцарии
5-я на 4-м этапе
6-я в генеральной классификации
6-я в спринтерской классификации
5-я в горной классификации
2012
Грация Орлова
4-я на 1-м этапе
8-я на 3-м этапе
9-я в очковой классификации
2-я на чемпионате Польши — групповая гонка
6-я на чемпионате Польши — индивидуальная гонка
Тур Бретани
2-я на 4-м этапе
8-я в генеральной классификации
8-я в горной классификации
8-я в очковой классификации
10-я на чемпионате мира — групповая гонка
2013
Грация Орлова
7-я на 1-м этапе
3-й этап
3-я на 4-м этапе
7-я на 5-м этапе
3-я в очковой классификации
Джиро дель Трентино-Альто-Адидже — Южный Тироль
9-я на 1-м этапе
5-я на 2-м этапе
2-я на чемпионате Польши — групповая гонка
3-я на чемпионате Польши — индивидуальная гонка
Женский Тур — На приз Чешской Швейцарии
1-й этап
6-я на 5-м этапе
горная классификация
4-я в очковой классификации
5-я в генеральной классификации
2014
Грация Орлова
1-й этап
3-я на 2-м этапе
3-й этап
5-я в спринтерской классификации
7-я в горной классификации
очковая классификация
генеральная классификация
5-я на чемпионате Польши — групповая гонка
5-я на чемпионате Польши — индивидуальная гонка
Тур Тюрингии
5-я на 4-м этапе
5-я на 6-м этапе
10-я на 6-м этапе Тура Ардеш
10-я на 1-м этапе Джиро дель Трентино-Альто-Адидже — Южный Тироль
2015
Грация Орлова
2-я на 1-м эапе
6-я на 4-м этапе
6-я в очковой классификации
Auensteiner–Radsporttage
6-я на 2-м этапе
2-я на 3-м этапе
5-я в генеральной классификации
3-я на чемпионате Польши — групповая гонка
Женский Тур — На приз Чешской Швейцарии
1-й этап
10-я на 5-м этапе
7-я в генеральной классификации
5-я в горной классификации
6-я в очковой классификации
Тур Тюрингии
3-я на 2-м этапе
8-я в горной классификации
2016
8-я на Дуранго-Дуранго Эмакумин Сариа
6-я на 2-м этапе Эмакумин Бира
Грация Орлова
4-я на 1-м этапе
8-я на 2-м этапе
10-я в очковой классификации
5-я на чемпионате Польши — индивидуальная гонка
9-я на Женском Туре — На приз Чешской Швейцарии
Тур Польши
8-я на 1-м этапе
3-я на 2-м этапе
4-я на 3-м этапе
4-я в генеральной классификации
4-я в горной классификации
5-я в очковой классификации
5-я в спринтерской классификации

### Статистика выступления наГранд-турах
| Гонка / Год          | 2008 | 2009 | 2010 |
| -------------------- | ---- | ---- | ---- |
| Тур де л'Од феминин  | 48   | 57   | 49   |
| Джиро д’Италия Донне | 24   | —    | —    |

### Рейтинги
| Год                 | 2009  | 2010  | 2011  | 2012 | 2013 | 2014 | 2015  | 2016  |
| ------------------- | ----- | ----- | ----- | ---- | ---- | ---- | ----- | ----- |
| Мировой рейтинг UCI | 143-й | 258-й | 111-й | 69-й | 91-й | 81-й | 130-й | 210-й |
|                     |       |       |       |      |      |      |       |       |
| Источник: UCI       |       |       |       |      |      |      |       |       |

## Награды
- Почётный гражданин Сьрода-Слёнска (2010)[22] и Собутки (2012)[23].
- Бронзовый Крест Заслуги (2021)[24].

## Личная жизнь
24 октября 2009 года в церкви Успения Пресвятой Богородицы в Олешне она вышла замуж за Павла Бентковского, бывшего польского велосипедиста.
В семье Паулины, кроме мужа, профессиональными велогонщиками являются её дядя, Ян Бжезный, который участвовал в групповой гонке на Олимпийских играх 1976 года в Монреале, и младшая сестра, Моника Бжезна (род. 1991), с 2016 по 2024 годы выступавшая за команду MAT Atom Deweloper Wrocław.